# Wojciech Pilarski
Wojciech Pilarski (ur. 15 kwietnia 1921 w Łodzi, zm. 20 czerwca 1988 w Warszawie) – polski aktor teatralny i filmowy, reżyser, dyrektor teatru.

## Życiorys
Był synem aktora Józefa Pilarskiego. Ukończył w 1949 Wydział Aktorski PWST w Warszawie (z siedzibą w Łodzi). W czasie studiów występował w Teatrze Wojska Polskiego w Łodzi. W 1949 był współzałożycielem Teatru Nowego w Łodzi, następnie aż do końca życia jego aktorem, a dwukrotnie także dyrektorem i kierownikiem artystycznym (1962–1964, 1980–1986). W latach 1950–1974 występował w słuchowiskach Teatru Polskiego Radia, w latach 1960–1987 grał w spektaklach Teatru Telewizji. W 1987 przeszedł na emeryturę, ale nadal występował.
Zmarł w Warszawie, pochowany na Starym Cmentarzu w Łodzi, w części rzymskokatolickiej.

## Wybrana filmografia
- Gromada, reż. J. Kawalerowicz - Mazur
- Celuloza, reż. J. Kawalerowicz - Marusik, robotnik w „Celulozie”
- Niedziela sprawiedliwości, reż. J. Passendorfer - Lebdowicz, dawny wspólnik Markowskiego
- Kierunek Berlin, reż. J. Passendorfer - Szeregowy Wojciech Bagiński
- Powrót doktora von Kniprode, reż. H. Drapella - Klausen, oficer amerykański (odc. 2)
- Ostatnie dni, reż. J. Passendorfer - Szeregowy Wojciech Bagiński
- Wezwanie, reż. W. Solarz - Julian, dawna miłość Jadwigi
- Zwycięstwo, reż. J. Passendorfer - Szeregowy Wojciech Bagiński
- Czerwone i białe, reż. P. Komorowski - Adwokat
- Życie na gorąco odc. 7, reż. A. Konic - Fritz Bohne, współwłaściciel „Złotej Podkowy”, członek organizacji „W”
- Znak orła, reż. B. Poręba - Krzyżak (odc. 5 i 6)
- Do krwi ostatniej (serial), reż. J. Hoffman - generał Zygmunt Berling
- Do krwi ostatniej..., reż. J. Hoffman - generał Zygmunt Berling
- Krótki dzień pracy, reż. K. Kieślowski - Sędzia
- Znachor, reż. J. Hoffman - Obrońca
- Generał Berling, reż. R. Wionczek - generał Zygmunt Berling

## Ordery i odznaczenia
- Krzyż Komandorski z Gwiazdą Orderu Odrodzenia Polski (1984)
- Krzyż Kawalerski Orderu Odrodzenia Polski (1969)
- Złoty Krzyż Zasługi (11 lipca 1955)[1]
- Medal 10-lecia Polski Ludowej (28 lutego 1955)[2]
- Odznaka „Zasłużony Działacz Kultury” (1967)
- Honorowa Odznaka Miasta Łodzi (1962)
- Honorowa Odznaka Województwa Łódzkiego (1973)
- Odznaka „Zasłużony dla Teatru Nowego w Łodzi” (1964)